# Shimazu Takahisa
Det här är en artikel om en person med japanskt personnamn; Shimazu är familjenamnet.
Shimazu Takahisa (島津 貴久), född 28 maj 1514, död 15 juli 1571, son till Shimazu Tadayoshi, var en daimyo under Japans Sengokutid.